# Boriziny
Boriziny è un comune urbano (firaisana) del Madagascar (Provincia di Mahajanga), noto in passato come Port-Bergé.
È capoluogo del distretto di Boriziny.
Ha una popolazione di circa 12.000 abitanti (stima 2005 ).